# ネルー・カップ
ネルー・カップ （英語: Nehru Cup、正式にはONGCネルー・カップ） は、全インドサッカー連盟（IFF） が主催し、各国のサッカーナショナルチームを招待して行われるサッカーの国際大会である。第一回大会は1982年に開催されたが、1998年から2006年までは休止されていた。 
2007年度のネルー・カップは8月17日から29日まで開催され、シリア、キルギス, インド、カンボジア、バングラデシュが参加した。決勝はインドとシリアで行われ、インド代表が初優勝を果たした。
2009年度大会はニューデリーにて8月19日から31日まで開催された。パレスチナの参加がAIFFによりキャンセルされ、2009年大会は5チームによるラウンドロビン方式のリーグ戦を戦った後上位2チームが決勝戦へ進む方式へと変更された。インド代表がシリア代表をPK戦の末に破って2回目の優勝を果たした。
2012年大会はネルー・カップの15回目の大会であり、2007年に復活されて以来3回目のネルー・カップとなった。大会は8月22日から9月2日までニューデリーで開催された。全インドサッカー連盟が招待した5チームが参加し、決勝でカメルーンB代表をPK戦の末に破ったインド代表が優勝した。

## 休止と再開
ネルー・カップは1997年大会後スポンサー不足などの理由により一旦休止される。2007年、当時インド代表監督だったボブ・ホートンの提案によりネルー・カップが再度開催されることになった。1997年まで使用されていたトロフィーはイラク戦争などの事情によりイラクから返還してもらうことができなかったため、新しいトロフィーが作成された。 
2007年に開催されたトーナメントはスポンサーであったONGCの名前からONGCネルー・カップと名付けられた。この大会で、サッカーインド代表はインドよりもFIFAランキングが上であったシリア代表を倒して優勝した。

## 統計
| 年度 | 開催国                 | 決勝                         | 決勝              | 決勝                       |
| 年度 | 開催国                 | 優勝                         | スコア            | 準優勝                     |
| ---- | ---------------------- | ---------------------------- | ----------------- | -------------------------- |
| 1982 | デリー                 | ウルグアイ                   | 2 - 0             | 中華人民共和国             |
| 1983 | コーチン               | ハンガリーオリンピック代表   | 2 - 1             | 中華人民共和国             |
| 1984 | コルカタ               | ポーランド                   | 1 - 0             | 中華人民共和国             |
| 1985 | コーチン               | ソビエト連邦                 | 2 - 1             | ユーゴスラビア             |
| 1986 | ティルヴァナンタプラム | ソビエト連邦XI               | 1 - 0             | 中華人民共和国             |
| 1987 | カリカット             | ソビエト連邦XI               | 2 - 0             | ブルガリアオリンピック代表 |
| 1988 | シリグリ               | ソビエト連邦オリンピック代表 | 2 - 0             | ポーランドオリンピック代表 |
| 1989 | マルガオ               | ハンガリーXI                 | 2 - 1             | ソビエト連邦XI             |
| 1991 | ティルヴァナンタプラム | ルーマニアB                  | 3 - 1             | ハンガリー                 |
| 1993 | マドラス               | 北朝鮮                       | 2 - 0             | ルーマニアB                |
| 1995 | コルカタ               | イラク                       | 1 - 0             | ロシア                     |
| 1997 | コーチ                 | イラク                       | 3 - 1             | ウズベキスタン             |
| 2007 | ニューデリー           | インド                       | 1 - 0             | シリア                     |
| 2009 | ニューデリー           | インド                       | 1 – 1 (PK戦5 - 4) | シリア                     |
| 2012 | ニューデリー           | インド                       | 2 – 2 (PK戦5 - 4) | カメルーンB                |

## 優勝回数
| 優勝回数 | 国           | 年                     |
| -------- | ------------ | ---------------------- |
| 4        | ソビエト連邦 | 1985, 1986, 1987, 1988 |
| 3        | インド       | 2007, 2009, 2012       |
| 2        | ハンガリー   | 1983,1989              |
| 2        | イラク       | 1995, 1997             |
| 1        | ウルグアイ   | 1982                   |
| 1        | ポーランド   | 1984                   |
| 1        | ルーマニア   | 1991                   |
| 1        | 北朝鮮       | 1993                   |